# Ramus buccalis superficialis nervi facialis

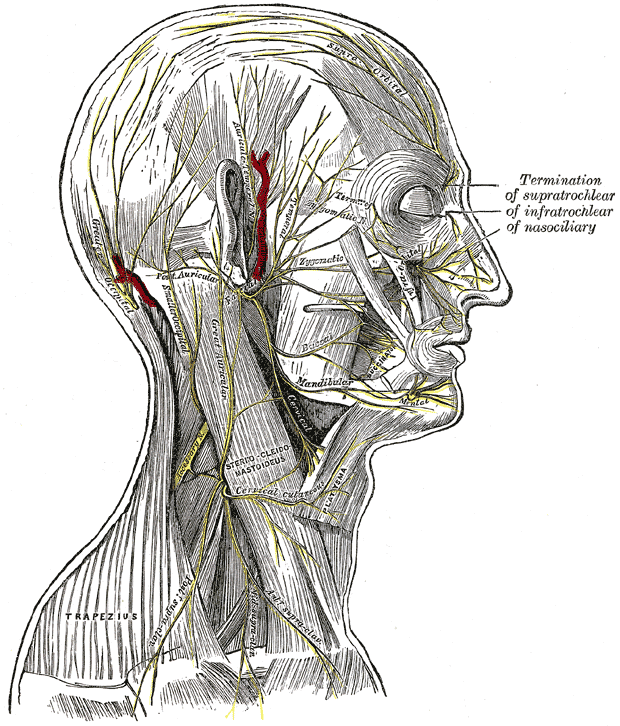
A fej idegei (az állkapocs szögleténél látható)

A ramus buccalis superficialis nervi facialis a nervus facialis egyik ága. A bőr és a felsőbb arcizmok között fut. Ezeket az izmokat idegzi be. A nervus infratrochlearisba és a nervus nasociliarisba csatlakozik a szemüreg belső szélénél.

## Külső hivatkozás
- Kép Archiválva 2008. október 6-i dátummal a Wayback Machine-ben